# Youra Livchitz
Pour les articles homonymes, voir Livchitz.
Youra Livchitz, Georges de son nom de guerre, né à Kiev, le 30 septembre 1917, exécuté par les Allemands à Schaerbeek, le 17 février 1944, est un résistant belge juif durant la Seconde Guerre mondiale. Il est considéré comme un héros de la résistance pour avoir dirigé l'attaque du XXe convoi de déportés en 1943. Il est le frère cadet d'Alexandre Livchitz.

## Biographie

### Enfance
Les parents de Youra Livchitz, Rachel Mitschnik (née en 1889) et Schlema Livchitz, originaires de Kichinev en Bessarabie (Empire russe), s'installent à Munich en 1910. Alexandre (Choura), le frère aîné de Youra naît à Munich le 20 avril 1911. Inscrit en faculté de médecine, Schlema Livchitz décroche son diplôme en 1913. Prise dans la tourmente de la Première Guerre mondiale, la famille fuit et s'installe à Kiev où naît Youra Livchitz, le 30 septembre 1917. Le couple ne va pas bien et se sépare en 1928.

### Bruxelles
Rachel Livchitz, qui avait étudié un an à la Sorbonne à Paris, s'installe avec ses deux fils à Bruxelles. Rachel est originaire d'une famille juive bessarabe fortunée. Elle fréquente le milieu de la théosophie et intègre la vie communautaire du docteur Nyssen (la Monada) qui attiraient des artistes et des intellectuels. Ses enfants fréquentent l'athénée royal d'Uccle que fréquentent également Robert Leclercq, Robert Maistriau, Jean Franklemon… Alexandre, jeune adulte, s'éprend d'une institutrice adepte de la pédagogie Montessori, la famille est priée de quitter la communauté et va s'installer non loin de là, avenue Brugmann. En 1931, Youra entre en quatrième à l'athénée royal d'Uccle qui s'avère être un véritable creuset de libres penseurs et de résistants. Il y suit l'enseignement de son professeur, Léo Moulin, socialiste convaincu, avec lequel il reste toujours en contact. À cette époque, les frères Livchitz fréquentent le milieu intellectuel de gauche dans lequel se trouvent Hertz Jospa et son épouse Yvonne. En octobre 1935, Youra entame des études de médecine à l'Université libre de Bruxelles (ULB). Il organise avec son ami d'enfance, Robert Leclercq, l’association étudiante le Cercle du Libre Examen (Librex), fait partie de la troupe de théâtre de l'université et il met sur pied la section basket-ball de l'université. Au cercle Librex, il retrouve certains amis et côtoie Richard Altenhoff et Jean Burgers, qui fondent en 1942 le Groupe G. Pour gagner sa vie, Youra est représentant pour la société pharmaceutique belge Pharmacobel.

### Seconde Guerre mondiale et action dans la résistance

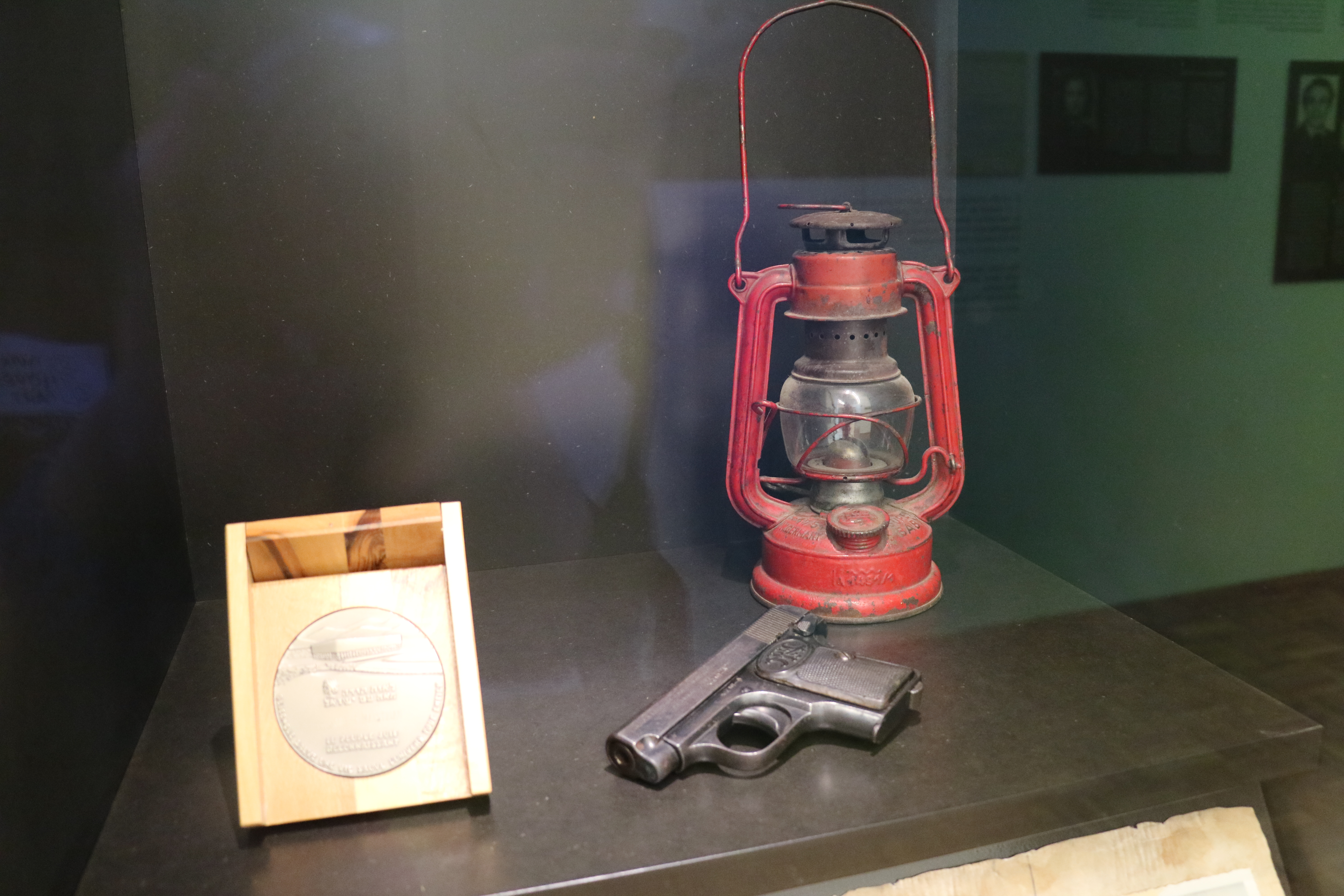
La lanterne et le pistolet conservés à la Caserne Dossin à Malines.

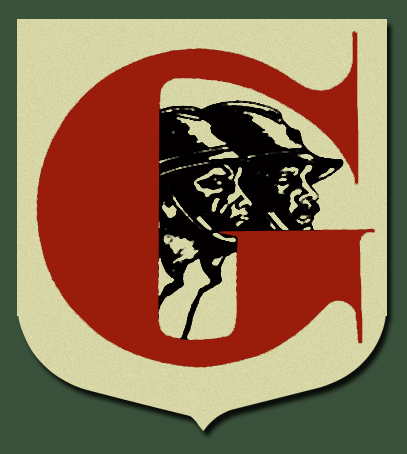
Écusson du Groupe G.

En 1940, Youra est interne à l'Hôpital universitaire Saint-Pierre de Bruxelles. En novembre 1941, l'ULB décide de fermer ses portes pour ne pas se corrompre avec les occupants. Youra passe son diplôme de médecine devant un Jury central composé de professeurs issus de toutes les universités du royaume. En juin 1942, une ordonnance allemande interdit désormais aux médecins juifs d'exercer. Rachel Livchitz, Youra et Alexandre fréquentent alors l'Atelier Marcel Hastir que fréquentent également Robert Leclercq, Ilya Prigogine, Paul Delvaux, René Magritte. Si les Allemands ont confisqué la bibliothèque de théosophie, l'atelier n'en reste pas moins un important bastion de cette philosophie et un point de chute pour les jeunes résistants qui y écoutent la BBC et participent à la distribution de tracts et de journaux clandestins. Youra, qui maîtrise le français, l'allemand, le russe et l'anglais, traduit des émissions et les retranscrit dans Radio Moscou. Souhaitant alerter ses compatriotes sur le sort funeste réservé aux Juifs par les nazis, il est tenu étroitement informé, notamment par son ami, Hertz Jospa, par l'entremise duquel un sociologue, Victor Martin, s'était rendu à Auschwitz pour y enquêter. Par ailleurs, des « évadés » des camps nazis commençaient à témoigner. En décembre 1942, Youra aurait écrit que le projet nazi est « l'extermination totale de la population juive en Europe. » L'Université libre de Bruxelles s'organise désormais dans la clandestinité. Youra donne des cours aux débutants et c'est ainsi qu'il rencontre Jacqueline Mondo qui devient sa compagne. C'est également en 1942 que Youra entame un Journal de guerre, il y reprend sur la page de garde une phrase de Saint-Exupéry : « Ce qui donne un sens à la vie, donne un sens à la mort. »,
Youra, par l'intermédiaire d'un professeur de l'Université libre de Bruxelles, travaille pour le renseignement britannique, l'Intelligence service. Il souhaite passer à l'action et met sur pied l'attaque d'un convoi de déportation. Il parle de son projet à l'Armée belge des partisans auquel Alexandre appartenait, mais ceux-ci déclinent. Youra recrute alors directement deux de ses amis : Robert Maistriau et Jean Franklemon. Youra contacte son ami, Robert Leclercq, du Groupe G, qui le met en contact avec le responsable de l'armement du groupe, Richard Altenhoff qui lui fournit comme arme un pistolet Browning modèle 1906 de calibre 6,35 mm. L'attaque est mise au point dans l'atelier de Marcel Hastir, au 51 de la rue du Commerce à Bruxelles. C'est l'attaque du convoi n° XX le 19 avril 1943 entre Boortmeerbeek et Wespelaar. Richard Altenhoff, le « quatrième homme », est arrêté le 3 juillet 1943, torturé, et fusillé par les Allemands,.
Youra Livchitz est arrêté moins d'un mois après l'attaque et emmené dans les locaux de la Gestapo, avenue Louise, où il est violemment interrogé. Il parvient néanmoins à s'enfuir et se rend chez les parents de Jacqueline Mondo, sa petite amie, Octave et Suzanne, qui résident à quelques pas. Youra veut absolument prévenir ses coéquipiers pour qu'ils se mettent à l'abri. Il charge Jacqueline de prendre contact avec Pierre Romanovitch pour qu'il les prévienne. Pierre Romanovitch qui se faisait passer pour un comte russe était en fait un délateur à la solde des Nazis. La famille Mondo et de nombreux autres membres de la résistance sont aussitôt arrêtés. Octave et Suzanne sont emprisonnés à la prison de Saint-Gilles, le 1er juillet 1943. Octave est fusillé par les Allemands, à Ludwigsburg en Allemagne, le 20 juin 1944 et Suzanne est transférée à Ravensbrück où elle meurt le 30 avril 1945, la veille de la libération du camp. Jacqueline et son frère sont également arrêtés mais ils sont libérés en juin 1944.
Le 11 février 1999, le mémorial Yad Vashem a reconnu Octave Mondo et Suzanne Mondo-Watrin comme Justes parmi les nations. 
Après guerre, Pierre Romanovitch est condamné à mort et exécuté.

### Arrestation

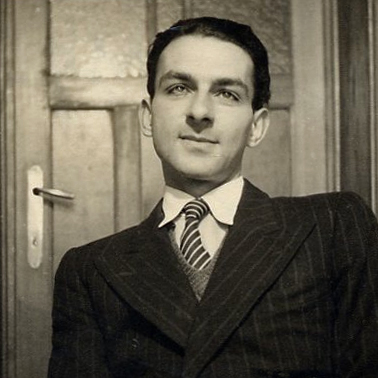
Youra Livchitz en 1943.

Youra Livchitz, dénoncé par Pierre Romanovitch, est arrêté par la Gestapo dans les locaux de Pharmacobel dont il est désormais le directeur scientifique, le 13 mai 1943. Il parvient néanmoins à s'évader de leurs locaux situés avenue Louise. Lui et son frère sont à nouveau trahis et la camionnette qui devait les conduire à travers la France vers l'Angleterre les amène directement à la Gestapo. Ils sont arrêtés le 26 juin 1943. Ils sont tous deux condamnés et exécutés au Tir national, à une semaine d'intervalle, Alexandre (Choura), le 10 février 1944, et Youra, le 17 février 1944,,  .
Voici la lettre que Youra Livchitz adresse à sa mère depuis sa cellule au fort nazi de Breendonk :

« Chère maman, bien que les mots soient impuissants à exprimer tout ce que je ressens, je quitte cette cellule pour aller de l'autre côté de la vie avec calme — un calme qui est aussi une résignation devant l'inévitable. Te dire que je regrette tout ce qui s'est passé, cela ne servirait à rien. J'ai beaucoup plus de regret de ne pas être là pour t'aider à supporter la première épreuve — celle que tu as déjà subie : Choura. J'aurais voulu être là pour qu'à deux nous puissions travailler dans le monde qui se fait. Chère maman, ne pleure pas trop en pensant à ton petit. Ma vie a été bien remplie jusqu'à présent, remplie de tout et surtout d'erreurs. Je pense à tous nos amis qui sont en prison et je leur demande pardon. Souvenez-vous de moi sans douleur. J'ai eu de bons, d'excellents camarades jusqu'à la fin et encore maintenant je ne me sens pas seul. Mes souvenirs à tous. Chère maman, je dois te dire au revoir, le temps passe. Encore une fois ce ne sont pas les derniers moments qui auront été les plus durs. Aie confiance et courage dans la vie, le temps efface bien des choses. Pense que nous sommes morts au front, pense à toutes les familles, à toutes les mères éprouvées par la guerre, guerre que nous avons tous cru voir finir plus tôt. Ton fils qui t'aime, Youra. »